# Onchidina australis
Onchidina australis är en snäckart som beskrevs av Semper 1882. Onchidina australis ingår i släktet Onchidina och familjen Onchidiidae. Inga underarter finns listade i Catalogue of Life.